# 聖飢魔II
聖飢魔II（せいきまつ、英語: SEIKIMA-II、SEIKIMA II、海外公演の際にはTHE END OF THE CENTURY）は、日本のヘヴィメタルバンド。名称は「聖なる物に飢えている悪魔がII（ふたた）び蘇る」の略とされている。
音楽を媒介にして悪魔教を布教するために組織された「教団」であると主張している。目的は地球征服を完遂して解散すること。各構成員は地獄から来た悪魔だとしている。創始者はダミアン浜田地獄皇太子殿下（現:サタン45世大魔王陛下）。
なお、聖飢魔IIの構成員には閣下・殿下などの敬称や長官・参謀などの役職名までを芸名とする者がいるため、本項および聖飢魔II関連項目ではこれを省かず、もしくは芸名の略称として取り扱う。

## 概要

### 人間界への進出
1982年（魔暦紀元前16年）12月末に結成。1983年（魔暦紀元前15年）3月23日に初黒ミサ（コンサート）を行う。1984年（魔暦紀元前14年）12月19日、渋谷公会堂で行われた「CBS・ソニーオーディション'84」決勝大会にて『悪魔組曲 作品666番 ニ短調より序曲と第四楽章抜粋』を披露し、特別賞を受賞する。
1985年（魔暦紀元前13年）に大教典（アルバム）『聖飢魔II〜悪魔が来たりてヘヴィメタる』でCBS・ソニー（FITZBEATレーベル）から地球デビューし、翌年に発売した小教典（シングル）『蝋人形の館』の大ヒットで一躍有名になる。デビュー時の公約では1999年（魔暦元年）7月で活動を終えるはずだったが、事情を知らない侍従（マネージャー）がその後の予定を入れてしまったために解散を延期。1999年12月31日23時59分59秒、「地球征服を完了した」として解散し、光の中に消えていった。
デビュー当初は、バンドのコンセプトに沿った奇異な外見や、デーモン閣下らによる独特のパフォーマンスや説法（いわゆるMC）で世間の話題を集めた。赤色や金色に染めて逆立てたヘアスタイル・歌舞伎の隈取り風の顔の模様（本魔たちによれば、それが素顔であり、メイクではない）や、文字通り悪魔的な世界観に則った歌詞、ヘヴィでラウドな演奏などである。黒ミサでは、キッスばりの火吹きや血吐き（血を模したものを口から吐き出す）、血飲みも披露した。同じソニー系列のレコード会社に所属していた米米CLUB、爆風スランプと合わせて「ソニー三大色物バンド」と呼ばれていた時期もある。

#### 聖飢魔IIの地獄
聖飢魔IIのやってきたとされる地獄は、神に反逆したサタンと彼の系譜から生じたデーモン一族など悪魔たち、協力者である「天地共通の凶神」雷神族などの住むとされる世界である。君主制が取られ、サタンの血筋が代々大魔王として統治していると主張している。10万年前悪魔がゼウスにより闇と静寂の国ヨッツンハイムに封じられたという説明もあるが、ヨッツンハイムと地獄の関係性について説明はない。
聖飢魔II活動当時の地獄大魔王はサタン44世陛下である。サタン44世陛下は魔暦紀元前13年、聖飢魔II地球デビュー直前に一時危篤に陥り、もしもの事態の皇位継承などに備え、皇太子ダミアン浜田殿下が聖飢魔IIを脱退、地獄に帰獄したが、後無事回復した。のち、人間への転生を認められるとともに魔界追放となったジェイル大橋代官の特赦、悪魔としての復活を執行している。地球征服完了後、ダミアン浜田殿下はサタン44世陛下より譲位され大魔王サタン45世として即位した。以降、聖飢魔IIの作品（復活祭ミサCDやDVDなど）のスタッフ欄の最後は「Say Banzai To His Majesty Damian Hamada!」の文で締め括られるようになる。
いかなる世界であるのか言及は少ないが、構成員の発生地地獄の都会ビターバレー、地獄と天国が最も近い場所ゴッズドア、地獄の貿易港サイドビーチ、地獄の鬼ヶ島ヒルマウンテンなどの地区名が公表され、鬼ヶ島や天国との接点がある一方、都会や貿易港が存在するとされている。魔暦紀元前9年、白い奇蹟で歌のトップテンに出演した際デーモンが「地獄に夏はない」と発言しており、季節が存在しない世界であることがうかがえる。このほか冗談画報において「電話回線とかそういうものはない」との発言もあった。「吸血鬼は魔界でも下級の種族だ」と雑誌媒体でデーモンが発言したこともあり、吸血鬼が存在することが語られている。この発言に見られるように魔界と呼ばれることも多い。
中央情報局長官、大将などの称号を持つ聖飢魔II構成員の存在から比較的近代的な官僚組織、軍隊などが存在することが見て取れる。一方で地獄最悪刑務所拷問官、帝国治安判事という役職から刑務所で拷問が行われ、判事が治安を担当するなど前近代的な一面もうかがえる。これら臣僚の最高位として、閣下の敬称を付される副大魔王の存在が確認されている。先代の地獄副大魔王はデーモン閣下。現副大魔王は不詳。皇太子のダミアン浜田殿下は摂政職に就いていたとのことであるため、序列は大魔王>摂政>副大魔王であるとみられる。地獄最高審問官閻魔の肩書を持つ構成員もおり、閻魔が存在することもうかがえる。協力者である雷神族はライデン湯沢の敬称について「殿下」身分は「公家」とされており優遇されているようである。
このように、聖飢魔IIの地獄は悪魔が統治している世界であり、その様相は一般的な認識における地獄、悪人が懲罰を受ける場所とは大きく異なっている。構成員らが地獄と並行して使用する「魔界」の方が一般的認識と近いと言える。デーモン閣下の英語オフィシャルサイトの用語解説ページでは魔界と地獄が別項目として併記され、魔界は「悪魔たちが生まれ、住む世界」、地獄は「魔界の中にあり、人間にとって恐怖・苦痛の場所。また悪魔にとって楽しみの場所」との言及がある。

### 「地球征服作戦」の展開
「色物」という一般的な認識上、一時的な人気で終わっても仕方のない受け止められ方だったが、多岐にわたる活動や高い歌唱・演奏レベル、独特のユーモアを持ったエンターテイメント性が奏功して14年3か月の長きに渡り活動を継続、ヘヴィメタルリスナーにとどまらない幅広いファン（信者と呼ばれる）を獲得した。リーダーにしてボーカルのデーモン閣下がマスメディア向きの才覚に恵まれていたこともあり、音楽番組以外のバラエティ番組などにも積極的に出演し、同窓の髙寺成紀、爆風スランプ、大徹、琴富士、大槻ケンヂ、水前寺清子など各界の人物とも親交を結びそれまでいかなるヘヴィメタルグループも成し得なかった功績・すなわち「ヘヴィメタルをお茶の間に浸透させること」に成功した。しかし一方では特異なキャラクターと世界観が独り歩きしパロディが登場する、 『ゲゲゲの鬼太郎』原作「地獄篇」第3話などオフィシャルと無関係に設定が作られる、『B・B』、『魔神英雄伝ワタル』などモブキャラクターとして登場するなど主に外形・設定が広まり、『ビートたけしのオールナイトニッポン』でリスナーからの投稿作品を紹介する「ヘビメタはマヌケだ」コーナーで聖飢魔IIをモチーフとしたネタが多数投稿され笑い物にされたり、『明王伝レイ』など悪役にされた挙句騒動が起こる、アニメ『北斗の拳』第88話などデーモン閣下が不快感を示すなどの事態も発生した。逆にデーモン閣下みずから原案・監修した動画経典（アニメ）『HUMANE SOCIETY 〜人類愛に満ちた社会〜』もある。後年には悪魔としての立場で文部省の薬物撲滅CM、自動車教習所の教材VTRなどに出演、世界観を活用・拡大している。「写ルンです」「スペースワールド」などCM出演も多く行った。
一般的には初期の典型的な悪魔的世界観に基づいたヘヴィメタルで語られることが多いままだが、実際には構成員各々の異なった音楽的バックボーンを大きく生かした幅広いロックバンドであった。
1989年には「白い奇蹟」でメタル系バンドとして史上初めて『NHK紅白歌合戦』に出場。この年、日本武道館ミサ（公演）もこなし、極悪集大成盤（人間界でいうところのベスト盤）『WORST』がヘヴィメタルバンドとしては初のオリコン週間アルバムチャート第1位を記録。当時のロックバンドとしても珍しいことであり話題になった。このベスト盤はロング・セラーとしても長くチャートに留まった。聖飢魔IIの中で一番売れたアルバムである。
時を経て、ソニー時代の作品は大半が廃盤となっていたが、2013年に新たにデジタルリマスターが施され復刻した。2015年には、BMG時代の作品もリマスターされた。
1988年のアルバム（5枚目）まで、CDよりもLPの方が売れていた（1988年にデビュー・アルバムがCD化されている）。
1997年には、契約プロダクションを吉本興業へ移す。1998年には『ふるさと 総・世紀末計画』と題した大規模な日本全国征服計画を遂行した。その内容は、全国47都道府県でのミサツアーと、地元地方自治体・企業のCMにノーギャラで出演し、日本を征服することだった。

### 地球征服完了
1999年には年末の三日間に渡って究極の解散黒ミサを行い、聖飢魔IIは地球征服を全うしたと主張して解散する。これに伴い、任務を完了したデーモンは魔界において新たな地位を獲得（それ以前は前副大魔王であり無官）したとし、以後2000年から2010年の途中まで「デーモン小暮閣下」と名乗り、2010年以降は「デーモン閣下」と名乗るようになる。

### その後
2005年11月から12月にかけて地球デビュー20周年を記念し期間限定で再集結し、大黒ミサツアーを敢行した。2006年には、新教典の発布も行われている。
2009年7月より、地球征服10周年としてセルフカバー、『AKUMA NATIVITY “SONGS OF THE SWORD”』を世界21カ国で配信。日本では9月16日に大教典として発表。なお、最終構成員の内、エース清水長官はface to aceに専念するため参加しないことを自身のブログで公表。ギターにはジェイル大橋代官が参加することとなった。
2015年、地球デビュー30周年を迎え再び期間限定で再集結し、大黒ミサツアーを行う旨を発表した。
2016年、所属事務所を吉本興業（当時：よしもとクリエイティブ・エージェンシー）からPOWERPLAYへ移す。

## 来歴

### 結成〜地球デビュー
1982年12月末、早稲田大学にて、ダミアン浜田地獄皇太子殿下を中心に結成された（当初のバンド名は、『は、は、は、は、浜田さんバンド』）。オリジナル構成員は、ダミアン浜田地獄皇太子殿下（リーダー、ギター）、デーモン閣下（ボーカル）、エース清水長官（ドラム）、ゾッド星島親分（ベース）である。のちに魔女RYO子嬢がキーボーディストとして参加（第二期まで在籍したが、1か月程度で脱退）。この時期が第一期聖飢魔IIとされる。
1983年9月から10月にかけて、第一次悪魔事異動が行われ、エース長官は一度脱退し、二代目ドラマーとしてジード飯島大将が参加、第二期聖飢魔IIとなる（1983年9月 - 1985年3月まで）。1984年3月、結成1周年を記念して行われる予定だったミサは、ダミアン殿下の突然の帰獄のため急遽『聖飢魔II解散ミサ』となった。しかし解散が決まる前に応募していたコンテストに勝ち進んでいたことを理由に、何とか存続している状態が続くことになった。残されたデーモン閣下・ゾッド星島親分・ジード大将は、後の構成員Sgt.ルーク篁III世参謀とともに紫馬肥という新たなるバンドの活動を始めていたが、その直後にダミアン殿下が1年の猶予で復帰したことにより、解散は撤回された。その後、ダミアン殿下からデーモン閣下に統帥権の移行・即ちリーダーの交代が漸次行われた。
1984年6月27日に日本青年館大ホールで行われた「Mazda College Sound Festival Vol.5」（マツダカレッジサウンドフェスティバル（MCSF））に出演、「悪魔組曲」を披露する。このとき見に来ていたソニー付けのプロデューサーである（尾崎豊などの担当でもあった）「サテュロス」丸沢和宏が聖飢魔IIに目を留め、CBSソニーのオーディションに誘っている。
エース長官は第二期聖飢魔IIでは初代ドラマーからギタリストに転向して再参加、再脱退。1984年8月、エース長官再脱退後に一時期参加していたジャントニオババヤシの後続のギタリストとして、再々参加する。
1984年9月頃、CBS・ソニーのオーディションで決勝まで駒を進め特別賞を獲得。やがて地球デビューが決まる。1985年2月18日、王位継承ミサによりダミアン殿下脱退。後継ギタリストとしてガンダーラ・サンゲリア・チグリス・ユーフラテス金子が参加した。ジード飯島もこの時期に脱退し、後続のドラマーとしてジャギ古川が参加。ジャギ古川の在籍した3か月ほどの期間が第3期聖飢魔IIとされる（1985年3月 - 1985年6月まで）。この時期地球デビューに向けたオーディションの結果、1985年6月にジェイル大橋代官とライデン湯沢殿下が加入した。この悪魔事異動により、地球デビュー構成員が固まる。これが第4期聖飢魔IIとされる。
9月に地球デビュー大教典『聖飢魔II〜悪魔が来たりてヘヴィメタる』を発布（発売）。『BURRN!』において同誌ディスクレビュー史上空前絶後の『0点』をつけられたことも話題になった（2020年12月19日に行われたヴィデオ黒ミサ＆生トークツアー『特別給付悪魔』の広島公演にて、『BURRN!』現編集長の広瀬和生が当時の編集長による無礼な評価を公開の場で直接謝罪。『BURRN!』2021年3月号に誌上初の聖飢魔II特集が組まれることになった。これにより、両者の因縁に終止符が打たれた）。その一方で、売上は日本のヘヴィメタル史上初となる10万枚超えを記録したこともまた話題となっている。1986年4月、小教典『蝋人形の館』と、大教典『THE END OF THE CENTURY』を同時発布する（蝋人形の「蝋」の字は正しくは蠟(U+881F)であるが、一部の日本語環境では表示できないため、以後本文中では基本的に「蝋」と表記する）。『ザ・ベストテン』出演などで注目を集め、大教典はオリコンチャート5位を記録し、小教典は初登場17位ながら30万枚をこえる大ヒットとなり、売上以上に一大ムーブメントとなる。バンドのキャラクターグッズやゲームソフト『聖飢魔II 悪魔の逆襲』が発売されるほどだった。ちなみにファミコン版のBGMはメーカー側のオリジナル曲だが、MSX2版『聖飢魔IIスペシャル悪魔の逆襲』では「EL・DO・RA・DO」や「アダムの林檎」などの、聖飢魔IIの曲が採用されている。

### 地球デビュー後の悪魔事異動
この大ブレイクを受け、聖飢魔IIは『夕やけニャンニャン』や『森田一義アワー 笑っていいとも!』などへの出演など、多くのレギュラー番組を持つようになった。
1986年6月、ゾッド親分が演奏テクニックの不足を理由に脱退、ゾッド親分のベースの師でもあったテクニシャン・ゼノン石川和尚が加入する。この悪魔事異動により、第5期聖飢魔IIとなる。ゼノン和尚はフュージョン系バンドに所属していたため、聖飢魔IIから声がかかった時相当意外だったという。
和尚加入翌月の7月27日、デーモン閣下が岡山・蒜山高原での野外ライブ「'86サマーミュージックフェスティバル」中、ステージ上の屋根から飛び降りた際に左脚を骨折。いくつものミサ、テレビ出演が延期や中止となった。閣下は鳥取県米子市の病院に担ぎ込まれ脚の手術（閣下は「改造手術」と呼んでいる）を受けた。この時閣下は悪魔の姿のまま病院に担ぎ込まれ、当時閣下を知らない一般人が多かったこともあって病院は騒然となったという。
そんな中、第3大教典『地獄より愛をこめて』の制作がスタートする。前2作は聖飢魔II創始者であるダミアン浜田殿下作曲によるデビュー前の遺産を中心に収録されていたが、この教典の楽曲のほとんどはジェイル代官による作曲である。ジェイルは本作における作曲家としての成果をステップとし、自らの原点であるハードなロックンロールでの全世界デビューを実現すべく1987年1月に聖飢魔IIを脱退。スケジュールが過密になっていく中で、作曲のための時間が取れないことを危惧していたジェイルだったが、レコード会社の人間から「いいじゃない、今ウケてんだから」と言われたことや、取材に関しても音楽のこととは無関係な取材ばかり受けること、従来のヘヴィメタルファンから色物扱いされ続けたことも含め精神的ストレスが溜まってしまったことで脱退を考えるようになったという。その後1995年と1999年の『ザ・サタン・オール・スターズ』、2005年以降の期間限定再集結聖飢魔IIの活動に参加している。
1987年2月、デビュー前のギタリストオーディションでは、ジェイル代官とどちらを採用するか悩んだとされる、紫馬肥（むらさきうまごやし）のギタリスト・Sgt. ルーク篁III世参謀が加入。この悪魔事異動により聖飢魔IIは第6期を迎え、以後解散まで悪魔事異動は行われなかった。第6期聖飢魔IIの活動は1987年の小教典「EL・DO・RA・DO」からスタートした。この曲は最後の最後まで聖飢魔IIの大黒柱的楽曲として機能していた。11月に発布した大教典『BIG TIME CHANGES』では、ルーク参謀の加入によるバンドの変化が如実に現れていた。エース長官とルーク参謀を中心に各構成員が作曲をするようになり、「ヘヴィメタル」とはジャンル分けし難い幅の広い音楽性を持つロックバンドとなっていった。

### 更なる飛躍
再出発を果たした聖飢魔IIは、新規信者を獲得していくことを目指して、シンセサイザーを大胆に導入した小教典「STAINLESS NIGHT」を発布し、スマッシュヒットを記録する。1988年にはNHKへの登場も果たした。その後、プロデューサーにレベッカの土橋安騎夫を迎え、大教典『THE OUTER MISSION』の制作に着手し、これに先駆けて発布された「WINNER!」は自己最高売上を記録した。年末に発布された『THE OUTER MISSION』は、オリコン7位を記録し、売上面でも好調だった。
1989年に入り、上半期は音楽活動をしていなかったが、8月に発布された小教典『白い奇蹟』は初のバラード小教典で、大ヒットを記録する。翌月発布された極悪集大成盤（いわゆるベスト・アルバム）『WORST』は、オリコン1位を記録した。これはヘヴィメタルを標榜するグループでは初めてである。また、年末には『第40回NHK紅白歌合戦』にも出演した。

### 爆裂聖飢魔IIと海外公演
1990年、「白い奇蹟」に続きバラード小教典「BAD AGAIN 〜美しき反逆〜」を発布し、テレビCMでも使われた。同年、アルバム『有害』をリリースする。バラードが2曲続いた反動でハードロック路線の教典となった。MVは香港で撮影された。宣伝ポスターはスラム的風景が広がる九龍城において撮影されたものが使用され、初期の悪魔的世界観への回帰を感じさせた。1991年夏、期間限定のバンド爆裂聖飢魔IIとしてシングル「夏休み」をリリースする。爆裂聖飢魔IIのメンバー名の頭には「爆裂」が付き、衣装は蛍光色を用いた派手なものだった。爆裂聖飢魔IIとして『ミュージックステーション』に出演した際には閣下が「爆裂聖飢魔IIだ」を連呼し普段と違うことを強調した。結局、爆裂聖飢魔IIとしてのリリースはこの1枚だけだったが、閣下はこの時の衣装を解散後にもよく使用している。さらには、映画主題歌となった「赤い玉の伝説」をリリースし、ヒットを記録する。また同年、初の海外公演としてニューヨーク、ロンドン、セビリアにおいてもミサを行い、うちロンドンとスペイン公演は、活動絵巻教典（いわゆるVHS,DVD）『実録!欧州非常事態宣言』に、ロンドン公演だけは大教典『LIVE! BLACKMASS IN LONDON』に収められている。なお、MCや歌詞の一部は、現地の言葉による。このライブがきっかけで、アメリカのレーベルからオファーが来たが、そのプロダクションが倒産してしまったため、この話は流れた。この前後には、構成員全員が毎週レギュラー出演するラジオ番組『聖飢魔IIの電波帝国』の放送がスタートしている（文化放送制作）。

### 原点回帰〜サタン・オール・スターズ
この時期、聖飢魔IIの活動の合間を縫って全員がソロ活動を行い、それぞれCDも発表している（これらの活動に関してはデーモン閣下、ACE、ルーク篁、RXを参照）。1992年、アニメビデオ『HUMANE SOCIETY 〜人類愛に満ちた社会〜』とそのテーマ曲「正義のために」を発布。また、悪魔的な世界観に回帰し、12曲中10曲で人が死ぬ大教典『恐怖のレストラン』を発布。「殺人教典」とも呼ばれ、あまりにも過激な内容のため、NHKから出演禁止処分を受けてしまう。ただし、これはアルバムの内容上、折り込み済みだったらしい。1993年には『ロックオペラ ハムレット』に出演。そのエンディングでは出演者一同、聖飢魔IIの「世界一のくちづけを」を演奏した。さらに、閣下のCM（フジカラー写ルンですやローソンなど）も好評を博した。1994年夏、ロンドンのアビー・ロード・スタジオでレコーディングされた大教典『PONK!!』を発布。プロデュースにはルーク参謀も加わっている。ポルカやフォークソングなど、それまでの聖飢魔IIにはない楽曲が収録されていた。このアルバム制作当時はディレクターの交代、閣下のスキャンダル報道など、バンドとしては非常に混沌とした時期だった。ソニーからのオリジナルアルバムのリリースは今作が最後となった。1995年には地球デビュー10周年記念として、過去の構成員であるダミアン浜田殿下、ジード飯島大将、ゾッド星島親分、ジェイル大橋代官が復活しミサツアー『THE SATAN ALL STARS』が行われた。この模様は活動絵巻教典『オール悪魔総進撃! THE SATAN ALL STARS』に収録されている。また、この頃に公式ウェブサイトを立ち上げており、閣下によると、日本で最初に公式ウェブサイトを立ち上げたアーティストが聖飢魔IIだという。

### BMGへの移籍
1996年、BMGに移籍した聖飢魔IIは地球デビュー前の曲「野獣」に続き大教典『メフィストフェレスの肖像』を発布した。このアルバムでは離れていった信者を呼び戻すべく、旧構成員ダミアン殿下とジェイル代官の楽曲を収録している。「GREAT DEVOTION」や「HOLY BLOOD 〜闘いの血統〜」といった、解散時や再集結時にも演奏された曲も収録されている。それまでを考えれば非常に低予算での制作で、仮録音のはずのテイクが多数本番に使用される、ジャケットも音楽もシンプルなスタイルとなった。
1997年、『NEWS』をリリース。悪魔云々というスタイルから脱却し、プログレッシブ・ロックにも通じる前衛性な手法も取り入れていた。なお、今作のブックレットと『PONK!!』のCDレーベル面には同じ人物の写真が使われているが、この人物については1999年12月31日のミサ中に明かされた。同年には所属事務所を吉本興業に移籍し、『THE BRAND NEW BLACKMASS TOUR』というライブハウスでのツアーを行い、周囲を驚かせた。1998年、解散を翌年に控えた聖飢魔IIはジョー・リノイエをプロデューサーに迎え『MOVE』をリリース。一般に聖飢魔IIというとイメージするようなヘヴィメタルの曲を一切含まない、ハードポップ的な教典である。また、この時期閣下は金色の長髪を逆立てず、オレンジ色の比較的短めのおかっぱ頭をしていた。また、この髪をオールバックにすることもあった。『ふるさと総世紀末計画』と題した全47都道府県に於けるツアー、および地方CM制作においての選曲は、この『MOVE』に収録されている曲が大半を占めた。

### 解散
1999年4月、地球デビュー当時からの予定通りに解散することを改めて発表した。4月にリメイク曲「蝋人形の館 '99」、5月に新録・新曲を含む本家極悪集大成盤『1999 BLACK LIST』、7月に新録を含む元祖極悪集大成盤『1999 BLOOD LIST』、11月にソロ活動のベスト盤『聖飢魔II 個悪魔活動大選抜』といったコンピレーション作品を多くリリースした。10月には最終大教典『LIVING LEGEND』をリリースし、最後のツアー「THE FINAL BLACKMASS TOUR LIVING LEGEND」を行った。また、最初で最後のディナーショー、『ONE NIGHT SPECIALバラードナイト地獄の晩餐』も行なった。
1999年12月29日から31日の3日間、東京ベイNKホール（千葉県 浦安市）にてラストライブである究極の黒ミサ『THE ULTIMATE BLACK MASS』が開かれた。3日間メニューが異なり、全部で68曲が演奏された（ちなみにダブリ曲は2曲である）。初日は演出に趣向を凝らし聖飢魔IIの歴史をシアトリカルに物語られる「THEATRICAL DAY」として日本舞踊家花柳鳴介と劇団☆新感線をゲストに迎えて行われた。二日目は「THE SATAN ALL STARS' DAY」として過去の構成員のうち2名を除く新旧構成員全13名でミサを行った（その2名はビデオメッセージで登場）。最終日は「THE DOOMS DAY」として、二幕構成による聖飢魔II史上最も多くの曲を演奏するミサが行われた。このミサの最後を飾った曲「EL. DORADO」を演奏し終わった後、1999年12月31日23時59分59秒、聖飢魔IIは光の中へ姿を消しデビューから約14年4か月の歴史にピリオドを打った。

### 期間限定再集結（2005年）
2005年に、地球デビュー20周年を記念して年内限定で再集結した。ちなみに、再集結の話は結成20周年となる2002年にもあったが流れ、2005年の再集結の発表は6月6日の悪魔の日に行われる予定だったが、スポーツ新聞のスクープにより6月2日になった。永続的な活動をするための「再結成」ではなく、あくまでも期間限定の「再集結」である。
10月に着うたフルにて元メンバー6名が1曲ずつ持ちより配信小教典として新曲5曲を発表。これは2005年6月はじめの限定再集結発表の際には既にレコーディングされていたものである。デーモン閣下が同年3月から9月まで、全国放送ネットで『デーモン小暮 ニッポン全国 ラジベガス』という月-金曜日22時から24時まで放送の番組予定が入っており、咽の調子のために早めに録音されたからである。11月にNHK『ポップジャム』への出演（オンエアは12月2日、演奏曲は「創世紀」と「SAVE YOUR SOUL 〜美しきクリシェに背をむけて〜」）をした後、『聖飢魔II 地球デビュー20周年記念 THE LIMITED BLACK MASS TOUR D.C.7 恐怖の復活祭』（11月17日から12月26日までの11公演）と『聖飢魔II 地球デビュー20周年記念 THE SPECIAL BLACK MASS オールスタンディング処刑（一部を除く）』（12月10日から17日までの4公演）の2つのツアーを行った（一部を除くとなっている理由は、ライブハウス会場によっては二階などに座席があるためである）。
ミサ会場の規模は、解散後の各々の構成員のソロ活動においての動員人数を合計するなどして決められたが、いざ発売日となると予想を遥かに凌ぐ売れ行きになり、結局は全会場即日ソールド・アウトとなった。急遽アリーナ規模での大幅な追加公演が予定されたが、日程が差し迫っていたこともあり、ほとんどの会場は空きが無いという状態であり、やむなく追加公演は12月26日東京国際フォーラム ホールAのみとなった。案の定5,012枚のチケットは瞬く間に売り切れ、前列の方の席はネットオークションで28万円まで釣り上がった。
復活祭の全日程には最終構成員および怪人マツザキ様に加え、ホール会場限定ではあるがジェイル代官も参加した。12月26日の追加公演にはゾッド親分も参加し、長年ミサで楽曲の一部が使用された縁で水前寺清子が迎えられた。また、デーモン閣下の目元が解散後の赤ではなく青に戻っていたことが信者を大いに喜ばせた。
翌2006年4月29日25:20-26:00、『再集結聖飢魔II最後のミサ』がNHK総合テレビジョンにて放送された後、既に発売されていたDVD『オールスタンディング処刑 THE LIVE BLACK MASS D.C.7』が、各レコード店において売上ランキングの上位を記録。新たな信者を獲得した。

### セルフカバー・アルバムの配信発布
再集結終了後は再び個々の活動に戻っていたが、地球征服10周年にあたる、2009年7月17日、聖飢魔II公式ウェブサイトにて、英語でのセルフカバー・アルバム『AKUMA NATIVITY "SONGS OF THE SWORD"』が世界21カ国のiTunes Storeで7月15日より配信発布されることと、日本では9月16日にCDで発布されることが発表された。これは、世界的に活躍する静野孔文監督から欧米での発表を前提とするアニメーションでのコラボレーションの誘いを受けたのを機に制作されたもので、初回盤にはその映像、通常盤には新曲が収録されている。なお、エース清水（ACE）はface to aceの活動に集中するために聖飢魔IIの活動には参加しないことを自身のブログにて発表し、それ以降の期間限定再集結には一切参加していなかったが、期間延長された35周年再集結黒ミサツアーのヴィデオミサに16年ぶりに参加することが発表された。

### 期間限定再集結（2010年）
2010年3月15日、地球デビュー25周年を記念して年内限定の再集結と、9月から11月にかけての日本国内黒ミサツアー日程が発表された。まずA-Kon 21!（現地時間6月4日、アメリカ合衆国テキサス州ダラス）、JAPAN EXPO（7月4日、フランス・パリ）、『RISING SUN ROCK FESTIVAL 2010 in EZO』（8月13日、日本・石狩）、『VIVA!Korea Rock Festival』（9月3日、韓国・大明）と国内外のフェスに参加した。
その後、『〜地球デビュー25周年記念・期間限定再集結〜 聖飢魔II ICBM (Inter Continental Black Mass) TOUR』をスタートさせた。なお、当初発表されたのは9月18日の川口リリアホール公演から11月14日の中野サンプラザ公演までであったが、後に追加公演として12月11日・12日の東京国際フォーラム公演が発表された。最終日の12日には爆風スランプの一日限りの再結成コンサートが東京国際フォーラムCであり、ファンキー末吉からゼノン石川に「デーモン閣下出てくれないかな」と打診があった。閣下は出演は断ったが、爆風スランプの開演前のMCを閣下が行う、爆風スランプのチケットを持っていれば聖飢魔IIのグッズ売場まで通してくれる、などの計らいが行われていた。これらの活動は2011年3月から4月にかけてCDやDVDとして発布された。

### 期間限定再集結（2011年）
2011年7月から9月にかけて、前年の再集結ツアーの模様を上映した『聖飢魔Ⅱ ICBM TOUR ENCORE "3D映像（MOTION PICTURE）ライヴ"』ツアー（フィルムコンサート）が行われた。（7ヶ所11公演）ここでは3D映像とサウンドで大黒ミサが再現された。収益金は全額東日本大震災の義援金として寄付された。また、8月14日のZepp Sendai昼の部は東北の信者に少しでも楽しんでもらおうという意図により無料で開催された。
11月30日と12月1日にチャリティーミサ（ライヴ）『聖飢魔II Presents「Tribute to JAPAN」』が両国国技館で開催された。ミサには聖飢魔IIに賛同する日本のアーティスト達が結集して、今回特別に再集結した聖飢魔IIと共に出演する。本イベントの収益は「吉本興業（株）【よしもとあおぞら花月】」を通じ、日本赤十字社に寄付された。（11月30日出演ゲスト：NOKKO、cali≠gari、MAN WITH A MISSION、12月1日出演ゲスト：氣志團、jealkb、ROOKiEZ is PUNK'D）

### ソニー音源の再発・配信開始（2013年）
2013年、聖飢魔IIとしての活動は無いが、ソニー時代の大教典9作がデジタルリマスターの上、7月から段階的にBlu-spec CD2でリリースされ、またiTunes Store、mora等での配信も開始された。

### 期間限定再集結（2015年）
2015年8月から2016年1月にかけて、夏フェスへの参加と2種類の大黒ミサツアーを開催。また、30年間の活動を網羅した極悪集大成盤『XXX -THE ULTIMATE WORST-』と、BMG時代のオリジナル大教典4タイトルのデジタルリマスターをBlu-spec CD2仕様で、更に12月29日には、長らく入手困難な状態であった活動絵巻経典『THE ULTIMATE BLACK MASS (COMPLETE)』を、Blu-ray仕様で再発布。2016年2月20日、日本武道館で行われたデビュー30周年記念ツアーの千秋楽公演をもって、前年8月からの期間限定再集結を締めくくった。

### 期間限定再集結（2020年）
魔暦21年（2019年）12月31日にZepp Tokyoにて行われた「聖飢魔II 地球征服20周年記念 伝説の解散大黒ミサ3days『THE ULTIMATE BLACK MASS』ヴィデオ黒ミサ」内で、魔暦22年（2020年）、地球デビュー35周年を記念して再集結することが発表された。
当初はホール・ツアーとアリーナ・ツアー含む全国15の大黒ミサ公演を予定していたが、COVID-19の影響によりヴィデオ黒ミサ＆生トークツアー『特別給付悪魔』に変更された。
魔暦23年（2021年）1月23日、35周年再集結活動の続行と、有観客での大黒ミサツアーの開催と新教典の発表を表明。しかし、現在の規制下では通常の有観客での大黒ミサは不可能と判断し、昨年行われたヴィデオ黒ミサ＆生トークツアーの変異型として、ヴィデオ＆変異生黒ミサツアー『悪チン集団接種』を実施することになった。また、16年ぶりにエース清水長官がヴィデオ黒ミサの一部楽曲限定で参加することが発表された。
魔暦24年（2022年）2月2日、東京国際フォーラムで行われた『悪チン集団接種』にて、『聖飢魔Ⅱ期間再延長再集結 35++執念の大黒ミサツアー』を開催することを発表。2022年10月から2023年1月にかけて、通常の有観客の大黒ミサが開催されることとなった。また、9月21日には『LIVING LEGEND』以来23年ぶりとなるオリジナル大教典『BLOODIEST』を発布。
魔暦25年（2023年）2月15日、国立代々木競技場第一体育館で開催された「聖飢魔Ⅱ期間再延長再集結『35++執念の大黒ミサツアーFINAL』」をもって6度目の解散。

### 期間限定再集結（2025年）
魔暦26年（2024年）9月13日、地球デビュー40周年となる魔暦27年（2025年）に再集結し、4月より大黒ミサツアーを行うことを発表した。また、2024年10月1日より人間界においてはファンクラブに相当する「秘密結社『魔人倶楽部40th』」の門を開き、新規入会及び再エントリーを受け付けることも併せて発表した。魔暦27年（2025年）4月9日に、新譜小教典「Kiss U Dead Or Alive」、6月6日に、新譜大教典（LPアナログ盤）「Season II」がリリースされた。

## 影響

### 受けた影響

#### ルーク篁参謀
ルーク篁参謀は、「〜悪魔の参考音源10選〜」としてN.S.P.の『FIRST』、ディープ・パープルの『マシン・ヘッド』、Charの『Char』、レインボーの『虹を翔る覇者』、キッスの『地獄の軍団』、アル・ディ・メオラの『エレガント・ジプシー』、カンサスの『暗黒への曳航』、アルカトラスの『ノー・パロール・フロム・ロックン・ロール』、ヴァン・ヘイレンの『炎の導火線』、エレクトリック・サンの『天地震動〜ジミ・ヘンドリックスの魂に捧げる〜』をあげている。注目しているギタリストでは、DEAD ENDの足立祐二、スティーヴ・ヴァイ、エディ・ヴァン・ヘイレン、渡辺香津美をあげていた。

#### ジェイル大橋代官
ジェイル大橋代官は、エアロスミスの『闇夜のヘヴィ・ロック』、ボストンの『幻想飛行』、ライオットの『Rock City』、AC/DCの『ギター殺人事件 AC/DC流血ライヴ』、マディ・ウォーターズの『Hard Again』、トム・ペティ&ザ・ハートブレイカーズの『イントゥ・ザ・グレイト・ワイド・オープン』、ボブ・ディランの『追憶のハイウェイ 61』、ボブ・マーリー&ザ・ウェイラーズの『ライヴ!』、マッシヴ・アタックの『メザニーン』、ビートルズの『サージェント・ペパーズ・ロンリー・ハーツ・クラブ・バンド』をあげている。

#### エース清水長官
エース清水長官は、普段聴いているアーティストとしてパティ・ラベルとアニタ・ベイカーを、好きなギタリストとしてリー・リトナー、マイク・スターン、パット・メセニーをあげている。

#### ゼノン石川和尚
ゼノン石川和尚は、ビートルズの『レット・イット・ビー』、レッド・ツェッペリンの『レッド・ツェッペリン II』、キング・クリムゾンの『クリムゾン・キングの宮殿』、ジェフ・ベックの『ブロウ・バイ・ブロウ』、ジャコ・パストリアスの『ジャコ・パストリアスの肖像』、ラリー・グラハム&グラハム・セントラル・ステイションの『いかしたファンキー・ラジオ』、ザ・ブレッカー・ブラザーズの『ザ・ブレッカー・ブラザーズ』、スティーリー・ダンの『幻想の摩天楼』、ダニー・ハサウェイの『ライヴ』、ブラッド・スウェット・アンド・ティアーズの『子供は人類の父である』をあげている。タワー・オブ・パワーのフランシス"ロッコ"プレスティア、スタンリー・クラーク、アルフォンソ・ジョンソンのプレイは非常に参考になったと述べており、他にはラリー・カールトン、リー・リトナー、スタッフをよく聞いていたという。

#### ライデン湯澤殿下
ライデン湯澤殿下は、レインボーの『バビロンの城門』、ディープ・パープルの『イン・ロック』、レッド・ツェッペリンの『フィジカル・グラフィティ』、AC/DCの『悪魔の招待状』、ジェフ・ベックの『ゼア・アンド・バック』、U.K.の『U.K.(憂国の四士)』と『デンジャー・マネー』、チック・コリアの『フレンズ』、ラッシュの『ムーヴィング・ピクチャーズ』、TOTOの『ハイドラ』をあげている。また、トニー・ウィリアムスの『ニュー・トニー・ウィリアムス・ライフタイム』やキング・クリムゾンの諸作品、イエスの『ドラマ』も参考になったと述べている。好きなドラマーとしてジョン・ボーナム、カーマイン・アピス、ビル・ブルーフォード、ニール・パート、ジョニー吉長、山木秀夫をあげている。日本人のドラマーが参加した作品ではJohnny, Louis & Charの『OiRA』、NANIWA EXPRESSの『Wind Up』、Kazumi Bandの『TALK YOU ALL TIGHT』、『GANESIA』が「外せない作品」だと語っている。

### 与えた影響
冠徹弥、GO、小林信一、JOE、SHOW-YA、Syu、SHUSE、白鳥松竹梅、NOV、PANTHER、miko、村井研次郎、LEVIN、MCU、はたけ、SAKI、KOBAMETALらが信者であることを公言している。また、元LaputaのドラマーであるTomoiは高校時代に聖飢魔IIのコピーをしていたと述べている。ミュージシャン以外ではお笑いコンビ「ペイパービュウ」の三平×2が信者であることを公言している。

## 構成員

### 現構成員
デーモン閣下
- Vocal、リーダー（「段取り専務」と記載されたことも）、悪魔教教祖・元地獄副大魔王
- デーモン小暮、デーモン小暮閣下、小暮伝衛門、!（exclamation）として活動。
- 解散後も悪魔としてのスタンスそのままに活動している。

ジェイル大橋代官
- Guitar、1985年6月 - 1987年1月
- 元魔界帝国治安判事（2009年7月以前のプロフィールでは「元地獄最悪刑務所拷問官」となっていた） →脱退後渡米し、Cats In Bootsを結成するも解散。帰国後THE OUTSIDERSを結成し、大橋隆志として活動。
- 2005年20周年再集結ミサでは友情参加。以降の再集結教典、ミサに参加している。

Sgt. ルーク篁III世参謀
- Guitar、魔界軍事局参謀（1987年2月 - ）
- CANTAにて、Sgt.とIII世を省いた「ルーク篁」として活動
- 解散後は人間界に帰化したとして、基本は人間として活動しているが、ソロ活動時などは時折悪魔の姿になることもある。

ゼノン石川和尚
- Bass、魔界文化局長（1986年6月 - ）
- 加入当時は「博士」。
- 構成員からはシュンちゃんと呼ばれている。
- RX、N/Y Funk shot!!などで、石川俊介として活動。地獄に帰還したゼノンとは分離しており悪魔の頃の記憶がないと語っている。

ライデン湯沢殿下
- Drums 公家。天地共通の凶皇・雷神の息子（故に、本来は神の一族であり、正確には悪魔ではない）（1985年6月 - ）
- RX、CANTAにて、雷電湯澤として活動
- 解散後も、デーモン閣下と同様に悪魔としてのスタンスはそのままだが、「世を忍ぶ仮の姿に変身している」と称する人間の姿での活動が基本。

エース清水長官
- Guitar、Vocal、地獄中央情報局長官（1982年12月 - 1983年10月1日、1983年10月28日 - 1983年11月18日、1984年8月18日 - ）
- 初代ドラムとして参加、脱退したのちギタリストとして復帰
- デーモン閣下以外で唯一リードボーカルをとることがあった。
- 「Angel Smile」、「精神の黒幕〜Libido〜」、「悪魔のブルース」などでリードヴォーカルを担当（「精神の黒幕〜Libido〜」は閣下とツインリード）
- face to aceにて、ACEとして活動
- 解散後はルーク篁と同様に「人間になった」として、人間として活動している。
- 25周年再集結以降も正式構成員扱いだが、上記バンド専念のため再集結には参加していなかった。期間延長された35周年再集結にて16年ぶりに参加。

上記のうち、「魔界〜」という肩書きは2009年以降のもので、それ以前は「地獄〜」となっていた。エース長官のみ旧来通り「地獄〜」のままになっている。

### 途中脱退した構成員
ダミアン浜田（サタン45世）殿下（現・陛下）
- ギター、創設者、地獄の皇太子殿下（1982年12月 - 1985年2月）
- 聖飢魔IIを結成した張本魔。初期の曲の殆どを作曲するが、自らの実父たるサタン44世大魔王陛下危篤のため、地獄へ帰還。（卒業とともに数学教師になるため脱退。）
- 1995年、1999年のミサにゲスト出演している。1996年に個悪魔大教典『照魔鏡』をリリースしている。
- バンド脱退後、数学教師・軽音楽部顧問で14年間勤務。
- 聖飢魔IIの地球征服完了後、サタン45世として地獄大魔王に即位したとされる。以後、『ウラビデオ3』等では「ダミアン浜田陛下」と表記されるようになる。
- 魔暦22年（2020年）10月10日、10万59歳という世界最高年齢でメジャーデビューすることを発表。人類への悪魔による洗脳をより強固なものにすべく再び人間界に降臨することを決意し、ヘヴィメタルバンド『Damian Hamada's Creatures』を結成する。ギタリストとしてではなく、作詞・作曲・編曲として関わるとのこと。洗脳され、改臟人間と化したさくら“シエル”伊舎堂とプログレッシヴ・ロック・バンドである『金属恵比須』の大地“ラスプーチン”髙木、ケン“アレイスター”宮嶋、マスヒロ“バトラー”後藤、秀貴“ジル”栗谷、宏美“ローズ”稲益がメンバー。

ゾッド星島親分
- ベース（1982年12月 - 1986年6月）
- デビュー前はグレート星島という名前であった。
- 元地獄最高審問官閻魔 →ソニーレコードやZEPP SAPPORO支配魔を経て、2005年11月9日にソロ・ミニ教典『メタル・ローズ』をリリース。「かまし連発」にてベースを担当していた。

ジード飯島大将
- ドラムス（1983年9月 - 1985年4月）
- 「当時地獄の皇太子だったダミアン殿下の衛兵として将来を嘱望されていたが、殿下が実父にして当時の大魔王サタン44世陛下危篤の知らせを受けて地獄に帰還する際、金で買収されて神の側に寝返ったため地上に追放された」とされる。追放後は、世を忍ぶ仮の姿で証券会社に就職したらしい。銀色の顔に赤いモヒカンヘアという容姿が特徴で、この容姿は後にライデン湯沢に一時的に受け継がれた（初期のライデンはジードに似た銀色の顔に赤いモヒカンヘアという容姿だった）。
- 聖飢魔IIが地球デビューする前、エース清水が初代ドラマーを退任してギタリストとして聖飢魔IIに復職するまでの期間にドラマーを担当していたが、彼はすべての曲を同じ速度で叩いていたと言われている。B.D.4年（1995年）に発布された聖飢魔IIのミサビデオ作品『オール悪魔総進撃！ The Satan All Stars』内のダミアン浜田殿下とデーモン閣下の対談では、ダミアン浜田殿下が「魔界と地上では重力だとか、空気の密度だとか、その辺が違うんで、例えばドラマーにせよ、ついスピードが速くなってしまったりだとか……」とコメント、デーモン閣下はそれに伴い、「吾輩の記憶によると、（中略）あの段階（地球デビュー前）でもジード飯島は重力の違いを克服していなかったように吾輩は思うのであるけれども……今、10年前のビデオを繰り返し見ると、やはり彼のドラムは全ての曲が同じテンポで……ねえ?」と発言。ダミアン浜田殿下が苦笑しながら「そのとおり」といった内容を語っていた。
- そんなジード飯島も、「オール悪魔総進撃! The Satan All Stars」地球デビュー10周年記念大黒ミサと、「The Ultimate Black Mass Final Three Nights」解散ミサ2日目「Satan All Stars' Day」ではプロのミュージシャンである現役聖飢魔IIに混ざって登場し、地上のスタジオを借りて特訓した成果が出たのか、その頃は大分「魔界と地上との空間の違い」は克服できていたようである。特に、解散ミサ2日目での登場直後に「魔王凱旋」後半部を演奏した際は、聖飢魔II名パワーヒッターライデン湯沢と入れ替わって演奏する位置づけだったことも意識したのか、非常にパワフルなドラミングを見ることができる。
- 現在は「かまし連発」にてドラムを担当している。

魔女RYO子嬢
- キーボード（1983年9月 - 10月）
- 聖飢魔II唯一の女性構成員。長い歴史の中、白地に黒の線で書かれた小さなイラストでしかその姿を見ることはできなかったが、1999年のTHE ULTIMATE BLACK MASS<THE SATAN ALL STARS DAY>において聖飢魔IIデビュー後、初めてその姿を披露した。華やかなピンクの髪を持つ細身の女性。その後は丸山涼子としてサウンドデザイナーや作曲家としての活動の他、渋さ知らズにて、キーボーディストとしても活動している。

ジャギ古川CAP
- ドラムス（1985年3月 - 6月）
- 早稲田大学3年生の時、音楽サークルの先輩であったデーモン閣下に誘われて聖飢魔IIにドラマーとして加入。大学4年の10月に脱退したが、ドラムは趣味として続けていた。聖飢魔IIの解散時に行われたTHE ULTIMATE BLACK MASSの2日目「THE SATAN ALL STARS」に参加。「悪魔の讃美歌」演奏の際に、直前までドラムを務めていたジード飯島と入れ替わりで登場し、その次の曲「ファラオのように」では「聖飢魔IIを1度も正面から見たことがない」と語った聖飢魔II現役ドラマーライデン湯沢に代わってドラムを演奏した。「JACK THE RIPPER」では 前半は通常通りのドラムを担当し、中盤のオールギタリスト&キーボーディスト入れ替わりソロでジードと交代。以降はカウベルを持って地味に演奏をしていたが、気を利かせてくれたデーモン閣下に隣に招かれ、閣下のマイクで音を拾ってもらえていた。基本的にミサ中は無口で、返事はクラッシュシンバルで行っていた。
- デーモン閣下らのような白地の顔で、額と口元に銀色のV字のような模様があった（地球デビュー前に在籍していた時は銀色の顔に緑色の逆三角形の模様という容貌だったらしい）。戦闘服は非常に軽装備で、基本的に上は半袖かタンクトップ、下はタイツにブーツというスタイルが多かった。他のドラム担当構成員との決定的な違いは、パワータイプのドラマーでは無いということである。
- 脱退後は旭化成に就職後、ソニー生命勤務を経て保険マンモスを起業。代表を務める。

ジャントニオ・ババヤシ
- ギター（1984年4月）
- デーモン閣下によれば、「世を忍ぶ仮の高校時代の同級生の小林くん」とのこと。
- サポート構成員ではなく、正式構成員だが、聖飢魔IIのミサで演奏したのは後にも先にも一度きりである。
- 名前の由来は往年のプロレスラー、アントニオ猪木とジャイアント馬場と自らの苗字を組み合わせたもの。声がジャイアント馬場に似ている。容姿はネイティブアメリカンで、話し方はデーモン閣下寄りの話し方だった。
- 1999年段階では世を忍ぶ仮の姿で某メーカーで仕事をしているらしいと閣下が語っている。本人曰く、「デーモン閣下に最初にハードロックを歌わせた。」という自称「素晴らしい功績」を持っているが、実際に演奏したことは世を忍ぶ仮の高校時代で1回しかない。
- 『THE ULTIMATE BLACK MASS』の二日目に行われた『THE SATAN ALL STARS' DAY』では、世を忍ぶ仮の就職先での仕事が忙しく、ビデオレターでの出演となったが、デーモン閣下のMCで「（ミサを）見に来ているらしい」ことが明らかになった。

ガンダーラ・サンゲリア・チグリス・ユーフラテス金子
- ギター（1985年1月 - 6月）
- スーパースランプにも本名の金子周平として在籍していた。
- ダミアン浜田殿下の脱退による入れ替わりの「地獄の交代シーン」で聖飢魔IIに加入。
- 藤子不二雄の漫画に登場する小池さんに似ていることで有名。その容姿はほとんどダミアン浜田殿下に似ているが、顔は白地に髑髏の顔に似た模様がある「ガイコツお化け」のような容貌だった。そのあまりにコミカルかつ不気味な姿のために「カッコイイ聖飢魔IIにイメージが合わない」との理由で脱退。聖飢魔IIの公式の主張としては当時の大魔王サタン44世陛下から待ったがかかってしまい、地獄に呼び戻されてしまったという。しかしながら、当時は構成員が全く笑顔を見せないバンドだった聖飢魔IIに、初めて笑いを持ち込んだ（ダミアン浜田殿下と入れ替わった後のステージでの自己紹介があまりに滑稽なものだったため、構成員全員が爆笑してしまった）という功績を『THE ULTIMATE BLACK MASS』にてビデオレターで登場した際に語った。その際、肩の骸骨が増えていた。
- レピッシュの元ドラマーである雪好は実弟。金子が上田現と親しかったことが二人を結びつけるきっかけになったとのこと。
- その後様々なバンドで活動しているとされていたが、2012年6月に肺癌により死去したことが実弟の雪好から発表された。なお、彼の死はかつてともに活動していたデーモン閣下が、世を忍ぶ仮の小学生時代を過ごした広島県の『がん検診推進キャンペーン』のイメージキャラクターを務めるきっかけとなった。

### 準構成員（サポートメンバー）
レクター・H伯爵
- キーボード（1992年7月 - 1994年8月）
- 石黒彰として活動。
- 再集結時にも一部公演で参加しているが、この際にはレクター・Hではなく石黒彰としてである。

怪人松崎様
- キーボード（1988年10月 - 1992年4月、1994年9月 - 1999年12月）
- 妖怪松崎様、爆裂マツザキ様、キャプテン・キリヤマ、コナン・ザ・マツザキ・グレート、ニンジャdeマツザキ、スポックdeマツザキ様、キャプテン・ピカード、オースティン・マツザキ様・パワーズなど名義が複数存在する。
- 松崎雄一としてRXに参加ほか、各方面で活躍
- 「○○松崎様」という名義はプレイヤーとしての名義、ステージネームのようなものであり、聖飢魔IIの作品内でもプロデューサーや編曲家としてはの名義は本名の松崎雄一でクレジットされていることが多い。

KAMISORI SYUTO
- キーボード（2022年9月 - 2023年2月、2025年4月 -）
- 元LAID BACK OCEAN、3470.monのピアニスト＆キーボディストのSYUTOとして活動。
- 『聖飢魔Ⅱ期間再延長再集結 35++執念の大黒ミサツアー』にサポートメンバーとして参加。

RENOファウスト
- ギター（2025年4月 -）
- 元ViViDのRENO、Damian Hamada’s CreaturesのRENOファウストとして活動。
- 『聖飢魔II 地球デビュー40周年 期間限定再集結 大黒ミサツアー 「THE END OF SEASON ONE」』にサポートメンバーとして参加。

## 構成員の変遷
| 期              | 期間                    | ボーカル     | ギター                                                            | ベース                              | ドラムス         | キーボード                                  |
| --------------- | ----------------------- | ------------ | ----------------------------------------------------------------- | ----------------------------------- | ---------------- | ------------------------------------------- |
| 第1期           | 1982年12月 - 1983年9月  | デーモン閣下 | ダミアン浜田殿下                                                  | ゾッド星島親分                      | エース清水長官   |                                             |
| 第2期           | 1983年9月 - 1985年3月   | デーモン閣下 | ダミアン浜田殿下 エース清水長官 または ジャントニオ・ババヤシ     | ゾッド星島親分                      | ジード飯島大将   | 魔女RYO子嬢                                 |
| 第3期           | 1985年 3月 - 6月        | デーモン閣下 | エース清水長官 ガンダーラ・サンゲリア・チグリス・ユーフラテス金子 | ゾッド星島親分                      | ジャギ古川CAP    |                                             |
| 第4期           | 1985年6月 - 1986年6月   | デーモン閣下 | エース清水長官 ジェイル大橋代官                                   | ゾッド星島親分                      | ライデン湯沢殿下 |                                             |
| 第5期           | 1986年6月 - 1987年2月   | デーモン閣下 | エース清水長官 ジェイル大橋代官                                   | ゼノン石川和尚                      | ライデン湯沢殿下 |                                             |
| 第6期           | 1987年2月 - 1999年12月  | デーモン閣下 | エース清水長官 Sgt. ルーク篁III世参謀                             | ゼノン石川和尚                      | ライデン湯沢殿下 | 怪人マツザキ様[4] または レクター・H伯爵[4] |
| 期間限定 再結成 | 2005年 11月 - 12月      | デーモン閣下 | エース清水長官 ルーク篁参謀 ジェイル大橋代官[1]                   | ゼノン石川和尚 ゾッド星島親分[2][3] | ライデン湯沢殿下 | 怪人マツザキ様[4]                           |
| 期間限定 再結成 | 2010年                  | デーモン閣下 | ルーク篁参謀 ジェイル大橋代官                                     | ゼノン石川和尚 ゾッド星島親分[2][3] | ライデン湯沢殿下 | 怪人マツザキ様[4]                           |
| 期間限定 再結成 | 2011年 11月30日 12月1日 | デーモン閣下 | ルーク篁参謀 ジェイル大橋代官                                     | ゼノン石川和尚 ゾッド星島親分[10]   | ライデン湯沢殿下 |                                             |
| 期間限定 再結成 | 2015年8月 - 2016年1月   | デーモン閣下 | ルーク篁参謀 ジェイル大橋代官                                     | ゼノン石川和尚 ゾッド星島親分[10]   | ライデン湯沢殿下 | 石黒彰[4][5] 怪人マツザキ様[4][6]           |
| 期間限定 再結成 | 2020年10月 - 2023年2月  | デーモン閣下 | エース清水長官[7] ルーク篁参謀 ジェイル大橋代官                   | ゼノン石川和尚 ゾッド星島親分[10]   | ライデン湯沢殿下 | 怪人マツザキ様[4][8] KAMISORI SYUTO[4][9]   |

1. 『復活祭』のみ参加。
2. 『復活祭』最終日にゲストとして登場。
3. 『ICBM TOUR』楽日前日にゲストとして登場。
4. サポートメンバー
5. 『全席死刑 tour』に参加。
6. 『続・全席死刑 tour』に参加。
7. 期間延長された35周年再集結黒ミサツアー『悪チン集団接種』のヴィデオミサの一部楽曲限定で参加。
8. 変異生黒ミサでは、『ドクター松崎様』
9. 35++執念の大黒ミサツアーでは元LAID BACK OCEAN、3470.monのピアニスト＆キーボディストのSYUTOがサポートメンバーとして参加。
10. 『35++執念の大黒ミサツアー代々木FINAL』に参加。

## タイアップ一覧
| 使用年 | 曲名                                     | タイアップ                                                                                                |
| ------ | ---------------------------------------- | --- |
| 1986年 | アダムの林檎                             | OVA『ウォナビーズ』挿入歌                                                                                 |
| 1987年 | 地獄への階段（完結編）                   | ニッポン放送『デーモン小暮のオールナイトニッポン』エンディングテーマ                                      |
| 1990年 | BAD AGAIN 〜美しき反逆〜                 | 日本テレビ系『全員出席!笑うんだってば』エンディングテーマ                                                 |
| 1990年 | BAD AGAIN 〜美しき反逆〜                 | 大同生命CMソング                                                                                          |
| 1991年 | WINNER!                                  | フジテレビ系『FNS1億2,000万人のクイズ王決定戦!』エンディングテーマ（第3回～第6回）                        |
| 1991年 | 赤い玉の伝説                             | 映画『陽炎』主題歌                                                                                        |
| 1992年 | 正義のために                             | OVA『HUMANE SOCIETY 〜人類愛に満ちた社会〜』エンディングテーマ                                            |
| 1992年 | 満月の夜                                 | 日本電装CMソング                                                                                          |
| 1992年 | BREAKDOWN INNOCENCE                      | 日本電装「見えないテクノロジー」編 CMソング                                                               |
| 1993年 | WINNER!                                  | スペースワールド「悪魔のテーマパーク」編 CMソング                                                         |
| 1993年 | 世界一のくちづけを                       | ロックオペラ『ハムレット』イメージソング                                                                  |
| 1993年 | KIMIGAYOは千代に八千代の物語             | ロックオペラ『ハムレット』劇中歌                                                                          |
| 1994年 | CHINESE MAGIC HERB                       | テレビ朝日系『フロンティア』オープニングテーマ                                                            |
| 1994年 | TEENAGE DREAM                            | テレビ朝日系『フロンティア』エンディングテーマ                                                            |
| 1994年 | 闘う日本人                               | フジテレビ系『上岡龍太郎にはダマされないぞ!』エンディングテーマ                                           |
| 1996年 | 赤い玉の伝説（リマスター・ヴァージョン） | 映画『陽炎2』主題歌                                                                                       |
| 1997年 | 虚空の迷宮                               | テレビ東京系アニメ『MAZE☆爆熱時空』オープニングテーマ                                                     |
| 1997年 | 真昼の月〜MOON AT MID DAY〜              | 朝日放送・テレビ朝日系『大発見!恐怖の法則』エンディングテーマ                                             |
| 1998年 | MASQUERADE                               | 日本テレビ系『独占SPORTS情報』エンディングテーマ                                                          |
| 1998年 | MASQUERADE                               | イマムラオートCMソング                                                                                    |
| 1998年 | TIME STALKER                             | ベスト電器CMソング                                                                                        |
| 1998年 | STILL ALIVE                              | JA岩手経済連CMソング                                                                                      |
| 1998年 | 無冠の帝王〜EMPEROR WITHOUT A CROWN〜    | 富山日産自動車CMソング                                                                                    |
| 1998年 | 空の雫                                   | スペースワールドCMソング                                                                                  |
| 1998年 | サクラちってサクラ咲いて                 | 那須りんどう湖ファミリー牧場CMソング                                                                      |
| 1998年 | 人生ゲーム                               | ベスト電器「ベスト電器広島本店」CMソング                                                                  |
| 1998年 | A FAKE OF MYSELF                         | ケイセングループCMソング                                                                                  |
| 1999年 | 20世紀狂詩曲                             | テレビ朝日系『極楽とんぼのとび蹴りゴッデス』オープニングテーマ                                            |
| 2009年 | PANDEMIC CARRIERS                        | フジテレビ系『ジャンクSPORTS』2009年10月〜12月度エンディングテーマ                                        |
| 2010年 | BABIES IN THEIR DREAMS                   | TBS系『がっちりアカデミー!!』エンディングテーマ                                                           |
| 2016年 | 荒涼たる新世界                           | テレビアニメ『テラフォーマーズ リベンジ』オープニング主題歌（第1話 - 第4話、第7話、第10話、第12話）       |
| 2016年 | PLANET / THE HELL                        | テレビアニメ『テラフォーマーズ リベンジ』オープニング主題歌（第5話、第6話、第8話、第9話、第11話、第13話） |
| 2016年 | 呪いのシャ・ナ・ナ・ナ                   | 映画『貞子vs伽椰子』主題歌                                                                                |
| 2016年 | GOBLIN'S SCALE                           | テレビ朝日系『ワールドプロレスリング』2016年6・7月度ファイティングミュージック                            |

## 聖飢魔IIとしてのレギュラー出演番組
- テレビ番組
- ラジオ番組
  - ライオン サウンドNo.17・聖飢魔IIの電波帝国（文化放送他 NRN系列各局ネット）

## NHK紅白歌合戦出場歴
| 年度/放送回               | 回 | 曲目     | 出演順 | 対戦相手 |
| ------------------------- | -- | -------- | ------ | -------- |
| 1989年（平成元年）/第40回 | 初 | 白い奇蹟 | 12/20  | 杏里     |

注意点
- 出演順は「出演順/出場者数」で表す。